# Christian Ibarzabal
Christian Ibarzabal (nacido en Montevideo, el 1 de junio de 1979) es un dramaturgo, director, guionista y laureado letrista de Carnaval uruguayo. Se ha consolidado como una figura fundamental en la cultura uruguaya contemporánea, logrando un notable éxito en dos escenarios paralelos: el teatro formal y la arena popular del Carnaval. Su trabajo se caracteriza por una sátira aguda, conciencia social y un penetrante humor negro.
La relevancia de su obra se manifiesta en el plano internacional con la comedia Radojka, de la cual es coautor y que ha sido representada en más de una docena de países. A nivel local, su dominio en el Carnaval quedó de manifiesto en 2023, cuando ganó los máximos premios como letrista en dos de las categorías más competitivas con la murga Asaltantes con Patente y los parodistas Los Muchachos.

## Trayectoria y Formación
Christian Ibarzabal nació en Montevideo el 1 de junio de 1979, en el barrio La Comercial. Desde joven, su vida estuvo marcada por dos grandes pasiones: el básquetbol y el Carnaval. Fue en el Club Montevideo, donde jugaba de niño, que tuvo sus primeros contactos con las murgas que ensayaban allí en la década de 1990, una experiencia que se convertiría en una fuente de inspiración fundamental para su futura carrera como letrista.
Los cimientos de su práctica creativa se establecieron a principios de la década de 2000, con una inmersión en el teatro independiente y un fuerte enfoque colaborativo. Fue parte de compañías como Grupo Texas y Claroscuro. La coautoría fue un método central de trabajo, colaborando con dramaturgos como Federico Pereyra y Pablo Cardozo en obras como Momogedia y Absurdependencias. Este modelo ha sido una de las claves de su éxito, demostrando una gran capacidad para potenciar equipos creativos tanto en teatro (principalmente con Fernando Smith) como en carnaval. Su formación como guionista incluye cursos en Argentina con destacados docentes como Pablo Culell, Jorge Maestro, Carolina Aguirre y Leandro Calderone, además de talleres con su colaborador habitual, Fernando Smith.

## Obra Teatral
La producción teatral de Ibarzabal, en gran parte junto a Fernando Smith, se caracteriza por combinar la comedia con una aguda crítica social.

### Sátira Política y Humor Negro
- El guionista del presidente: Es una sátira mordaz sobre la manipulación mediática y la vacuidad de la comunicación política. La trama se centra en un presidente con baja popularidad que contrata a un guionista para crear una "cortina de humo". La obra fue elogiada en Chile como un "catalizador del descontento que genera la política actual".[4]

- Radojka: Coescrita con Fernando Smith, es su obra más exitosa a nivel internacional. Esta comedia de humor negro explora temas como la precariedad laboral y la desesperación económica a través de la historia de dos cuidadoras que ocultan la muerte de su empleadora. Su éxito se consolidó al ganar el Premio Estrella de Mar a "Mejor Comedia" en 2022 en Argentina.[5]

### Otras Obras Destacadas
- Éramos tan punks: Una comedia generacional sobre la tensión entre los ideales de juventud y las presiones del sistema.[6]
- Reventadas: Comedia que indaga en las diferencias de clase e ideología, adaptada con éxito en México.[7]
- Momogedia: Musical por el cual el autor recibió el Premio Florencio Revelación.

## Letrista de Carnaval
La carrera de Ibarzabal en el Carnaval es un pilar central de su identidad como autor. Su primer gran reconocimiento fue en 2015, ganando la mención a Mejor Letrista de Parodistas por su trabajo en Aristophanes. En 2017, con la murga La Clave, ganó Mejor Letrista de Murga y Mejor Letrista del Carnaval (compartido).

### Hito Histórico en 2023
El carnaval de 2023 marcó un hito en su carrera, al ganar como letrista en dos de las categorías principales:
- Con la murga Asaltantes con Patente, ganó Mejor Letrista de Murga y Mejor Letrista del Carnaval.[10]
- Con los parodistas Los Muchachos, ganó Mejor Letrista de Parodistas (compartido).[11]

## Premios y Reconocimientos

### Premios Teatrales
- Premio Estrella de Mar (2022) a la Mejor Comedia por Radojka (como coautor).[5]
- Premio Carlos (2023) a la Mejor Comedia por Radojka (como coautor).[12]
- Premio Florencio Revelación por el musical Momogedia.
- Premio Molière (2015), otorgado por la Embajada de Francia en Uruguay.[13]

### Palmarés en el Concurso Oficial del Carnaval
| Año  | Conjunto               | Categoría del Premio                      | Co-Letristas                                      |
| ---- | ---------------------- | ----------------------------------------- | ------------------------------------------------- |
| 2015 | Aristophanes           | Mejor Letrista de Parodistas              | Federico Pereyra                                  |
| 2017 | La Clave               | Mejor Letrista de Murga                   | Martín Sosa, Gerardo Dorado                       |
| 2022 | Asaltantes con Patente | Mejor Letrista de Murga                   | Maximiliano Pérez, Camilo Fernández               |
| 2023 | Asaltantes con Patente | Mejor Letrista de Murga                   | Maximiliano Pérez, Camilo Fernández               |
| 2023 | Asaltantes con Patente | Mejor Letrista del Carnaval               | Maximiliano Pérez, Camilo Fernández               |
| 2023 | Los Muchachos          | Mejor Letrista de Parodistas (compartido) | Maximiliano Xicart, Martín Perrone, Leticia Cohen |